# Síklaky István
Síklaky István (Budapest, 1927. április 15. – ?, 2005. július 4.) magyar közgazdász, informatikus, politikus.

## Élete
Apja külvárosi gimnáziumi igazgató volt, egy diákújság kiadója és szerkesztője, amit később fia végzett. 
Közgazdász végzettségű. 1945 és 1947 között az FKGP, 1948 és 1956 között az MKP, majd az MDP tagja volt, 1956-ban a Népművelési Minisztériumban a forradalmi bizottság szervezője volt, ezért 1957-ben elbocsátották.
Első házasságából született István nevű fia, aki pszichológus, a tömegkommunikációval és a szociálpszichológiával foglalkozik. 1965-től foglalkozott vállalati, ügyviteli és számítógépes rendszerszervezéssel. (Infelor, SZÁMKI, Számalk, Diebold, Comporgan). A hetvenes években fiával, valamint Virághalmy Ferenccel és Szepesváry Tamással együtt terveztek meg egy moduláris alkalmazási programot és nyelvet, amely a vállalatirányítás főbb funkcióit fedte le, és az akkori R-10-es magyar számítógépre készült. Gyakorlatilag a PC feltalálása előtt találtak fel egy PC-s technológiát és paraméterezhető programozási nyelvet. A rendszer leírása könyv alakban is megjelent, MM-rendszer néven volt a szakmában ismert.
A maga idejében úttörő munkának számított az általa leírt és kidolgozott számítógépes műszaki dokumentációs rendszer megvalósítása a Videotonban, amelyen az angol nyelvterületen BOMP (Bill of Materials Processing) nevű alkalmazások alapulnak. Ez a rendszer nemcsak vállalati szinten működött, hanem képes volt a Nemzetközi Tudományos és Műszaki Információs Rendszerrel való kompatibilitásra is. A szerelőipari vállalatok gyártmány családfastrukturája ma is rendkívül tanulságos adatszerkezeti mintával szolgál, annak ellenére, hogy maga a BOMP algoritmusok mára már elnyelődtek a MIS-t felváltó ERP (Enterprise Resource Planning), elfogadott magyar kifejezéssel integrált vállalatirányítási információs rendszerekben. Részt vett Liska Tibor vállalkozáskutatásában, a „szentesi kísérletben” is.
Élete második részében egy nálánál jóval fiatalabb történelem-pedagógia végzettségű nőt vett feleségül, akitől három gyermeke született.  Tevékenyen részt vett az alkotmányozó nemzetgyűlés szervezése körüli, "összefogás a fennmaradásért" munkanevű politikai csoportosulásban, amely egy harmadik utas mozgalomnak számít. A rendszerváltozás után, 1990 novemberétől Budapest XIII. kerületének polgármestere volt, 1991 júniusában azonban lemondott. 2005-ben hunyt el.

## Főbb művei

### Könyvek
- A számítógépes adatfeldolgozás alapfogalmai; Vegyipari Egyetem, Veszprém, 1977
- A fennmaradás társadalmi programja. A pénzuralmi rendszer alternatívája; Éliás, Tököl, 2000
- Létbiztonság és harmónia. Egy zöld fordulat programja. A pénzuralmi rendszer alternatívája; Éghajlat, Bp., 2003, ISBN 9632124936

### Írások
- Belső vállalkozás (1985)
- Konstrukciók egy világnézetről (1986)
- Ajánlás a túléléshez (1992)
- Éliás Ádám: Reális víziók / Síklaky István: Ha a választók fordulatra szavaznak: leáll a pénzszivattyú, és 4 év alatt kétszeresére emelkedhetnek a reáljövedelmek; Összefogás a Fennmaradásért, Bp., 2001 (Kitörés)
- Jóléti gazdaság a Szent Korona országában (többekkel, 2005)

### Fordítások
- Dieter Brüll: Az antropozófiai szociális impulzus (kézirat)
- Silvio Gesell: A természetes gazdasági rend, Kétezeregy Kiadó, ISBN 963-86243-8-8
  - Utószó Silvio Gesell: A természetes gazdasági rend c. művéhez